# 鈴木貞敏
鈴木 貞敏（すずき ていびん / さだとし、1925年〈大正14年〉8月12日 - 2009年〈平成21年〉10月24日）は、日本の警察官僚、政治家。第11代警察庁長官、参議院議員（2期、自由民主党）。位階は従三位。勲等は勲二等。

## 経歴
山形県寒河江市生まれ。
山形県立寒河江中学校（18期）などを経て、1948年（昭和23年）東京大学法学部政治学科を卒業。
1948年、国家地方警察に入る。淡路島、東京と一線署長を2度経験。その後、警察庁警務局人事課長、警視庁刑事部長、警察庁長官官房長、警察庁刑事局長、警察庁警備局長、警察庁警務局長、警察庁次長を歴任した。
1984年（昭和59年）、旧内務省解体後に採用された警察幹部第一期生で、初の戦後派として第11代警察庁長官に就任。
グリコ森永事件の捜査を指揮した。1985年（昭和60年）に退官した。
1986年（昭和61年）、第14回参議院議員通常選挙山形県選挙区で当選。参議院選挙制度に関する特別委員長を務めた。翌年5月、田中派に入会した。
1992年（平成4年）、第16回参議院議員通常選挙で再選。1995年（平成7年）農林水産委員長に就任。
1998年（平成10年）の参院選に出馬せず、政界を引退した。同年秋の叙勲で勲二等旭日重光章受章。
肺炎のため、2009年（平成21年）10月24日、神奈川県横浜市西区の病院で死去、84歳。死没日をもって正八位から従三位に叙される。

## 元秘書
- 児玉太 - 鈴木の秘書を4年半ほど務め[7]、井上孝、岸宏一各参議院議員の秘書も歴任[13]。2002年に山形県議会議員補欠選挙村山市区から立候補し、4期連続無投票当選。2015年の県議選にも当初は5期目を目指し出馬の意思を示すが、対抗馬の立候補を受け、健康上の不安を理由に挙げ出馬を取りやめた[14]。